# Aaron Ross
Aaron Jermaine Ross (født 15. september 1982 i San Antonio, Texas, USA) er en amerikansk footballspiller, der har spillet i NFL som cornerback for Baltimore Ravens. Han spillede i NFL 2007 til 2015, hvor han sluttede sin professionelle karriere hos Cleveland Browns. Han har også spillet for blandt andet New York Giants.
I sin rookie-sæson var Ross en del af det New York Giants-hold, der vandt Super Bowl XLII over New England Patriots.

## Klubber
- New York Giants (2007−2011)
- Jacksonville Jaguars (2012)
- New York Giants (2013)
- Baltimore Ravens (2014−